# チャーリー・ホワイティング

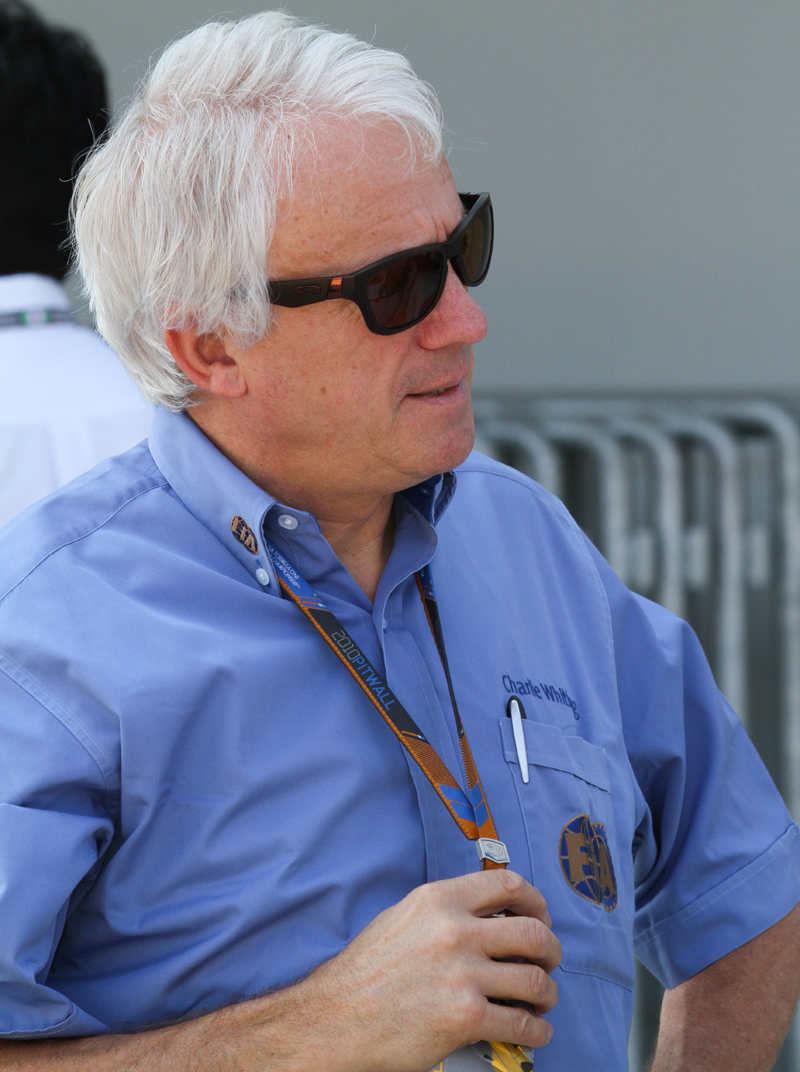
2010年の日本GPでのチャーリー・ホワイティング

チャーリー・ホワイティング（英：Charlie Whiting、1952年8月12日 - 2019年3月14日）は、イギリス出身の元F1エンジニア。

## 略歴
FIAのF1技術部門責任者であり、FIAが主催する安全委任会の代表も兼任していた。また、各グランプリではレース開始の「永久スターター」として任命されていたため、レーススタート時のシグナル点灯の制御や、各ドライバーにフライングなどの不正がないか公正に定める役割を多く担った。その他、技術部門責任者の立場からパルクフェルメの代表責任者も担当していた。

## 経歴
レース業界に入ったのは15歳の頃で、特に初期は実兄であるニック・ホワイティングの活動も支援していた。1970年代中頃には、ニックが拠点としていたブランズ・ハッチ・サーキットのレーシングクラブで著名な存在となっており、1976年には女性ドライバーであるディビナ・ガリカを兄弟共に支援し、イギリスF5000シリーズでも活躍していたサーティースから彼女を出走させた。
1977年に、シルバーストン・サーキットの近隣に拠点を構えていたヘスケスに在籍。だが、チームオーナーのアレキサンダー・ヘスケス卿はほぼレースに対しての熱意を失っており末期的な状況であったことから、1978年にチームは撤退し、ホワイティングも同時にチームから離れている。

### ブラバム
直後にブラバムへ加入し、後にチーフ・メカニックに昇格。ネルソン・ピケのメカニックを担当していた。1981年と1983年にピケ、ブラバムがダブルチャンピオンを獲得した事とBT52の開発にも貢献した事を買われてチーフ・エンジニアに昇格した。ホワイティングは当時のチームオーナーであるバーニー・エクレストンがチームを売却するほぼ同時期の1987年まで10年間ブラバムに在籍した。

### FIA
1988年よりFIAのF1技術部門責任者として加入した。元メカニックエンジニアであったことを大いに買われ、今日までのF1マシンの検査に携わる。また、彼の加入によりF1レギュレーションに「パルクフェルメ」が大きく機能するようになったといっても過言ではない。F1マシン開発には様々なルールの抜け穴を探りだして開発する面も多く、事実それらの「不正」の数多くを公正に見抜いてきている。チームがグレーゾーンの新部品を使用する前には、ホワイティングに問い合わせて事前承認を得ることが重要であった。
1997年よりFIA安全委員の代表と、同じくFIAのF1レースディレクターに任命され「永久スターター」でもある。レーススタートの際には必ずホワイティングの姿をスタート/フィニッシュラインの管制塔に見ることが出来る。レース中はコントロールルームに移動し、モニターや無線でコース状況を確認しながら、適切な判断を下す。コース上でペナルティーに相当する行為（接触や走路妨害）が起きた時や、大雨でトラックコンディションが悪化した時には、ドライバーからチームへの無線連絡で「チャーリーに問い合わせてくれ」というリクエストが寄せられる。
2019年3月14日、同年のオーストラリアグランプリ開幕を控える中で、肺血栓のため急死した。66歳没。

## その他
F1は国際レースである為、開催されるサーキットの査察団の代表として赴く事が多く、特に初開催されるサーキットの安全性を調査する目的でサーキット、並びにレース開催の為に必要な施設をレギュレーションに準拠しているか等を調査を行う任務を担当していた。